# 杏仁豆腐

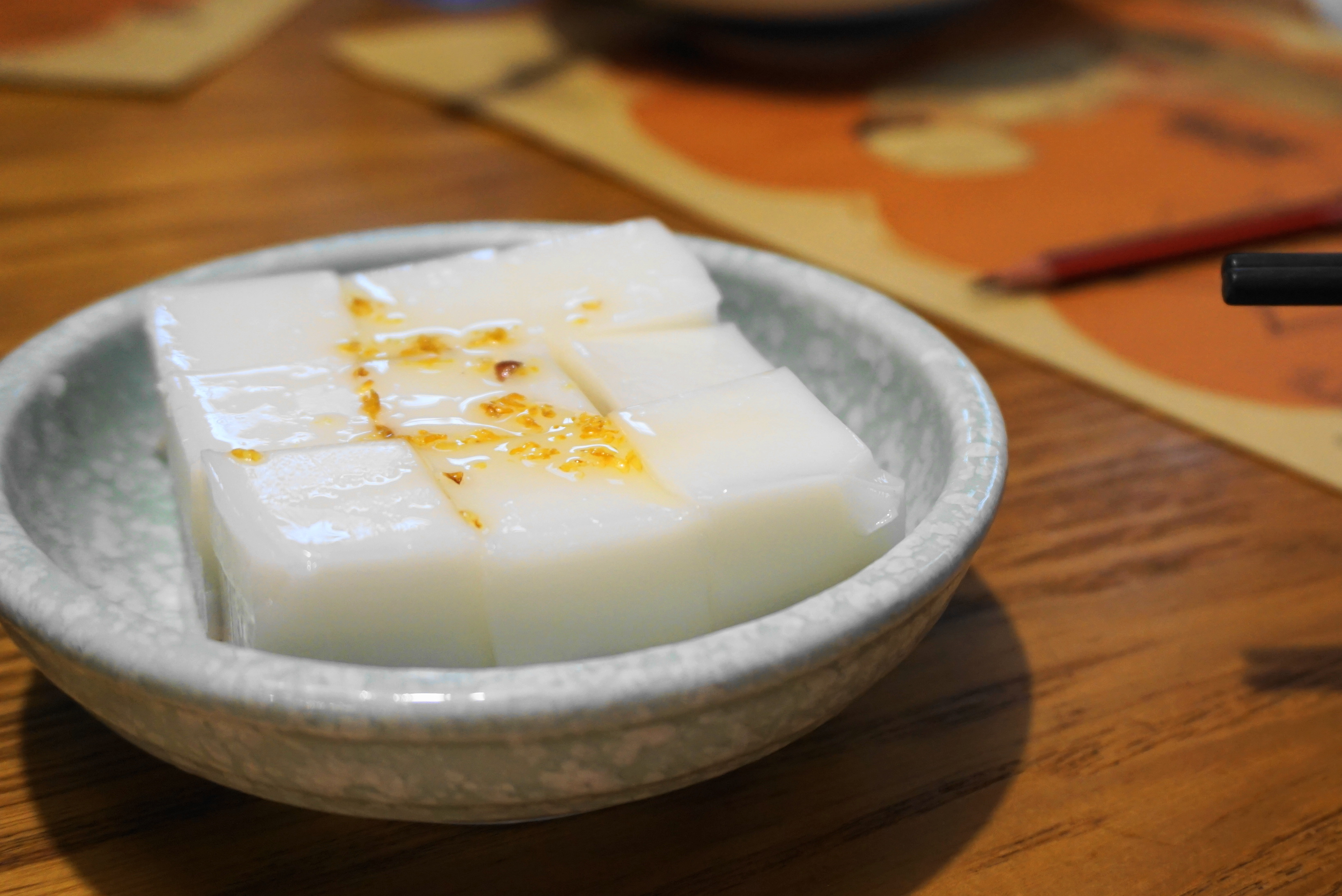
糖桂花を掛けた杏仁豆腐

杏仁豆腐（きょうにんどうふ、あんにんどうふ）は、中国発祥のデザート。またの名を「杏仁羹」（キョウニンカン）ともいう。「杏仁」は両方とも呉音で「きょうにん」と読むのが伝統的だが、近年は「あんにん」（唐音と呉音の混合）と読まれることが多い。なお、かつて昭和期などでは「しんれんどうふ」という読みが主流であった（北京語に由来）。

## 概要
薬膳料理の一種で、喘息、乾性咳嗽の治療薬であるアンズ類の種の中の「仁（じん）」杏仁 （きょうにん）を粉末にしたもの（杏仁霜）を、苦味を消すために甘くして服用しやすくした料理である。杏仁には薬品用の苦みの強い苦杏仁と食品用の苦みの弱い甜杏仁があり、杏仁豆腐に使用されるのは後者である。   
杏仁を細かく砕き、さらにすりつぶして搾り取った白い汁を寒天で冷やし固めてから、菱形に切り、甘いシロップに浮かせて作るとあるほか、杏仁霜（杏仁の粉末）やミルク・アーモンドエッセンスなどで白い色や香りをつけた簡便な作り方の方がより一般には多く広まり、果物を混ぜ込んでフルーツポンチ風に華やかにしたものも多く、この様な香港式の物が日本人になじみ深い。

## 日本の歴史
近代では、1921年（大正10年）の新聞紙上にて杏仁豆腐の枝豆和えの作り方が紹介されており、大正時代には日本で杏仁豆腐が認知されていたことがうかがえる。また、1971年（昭和46年）の新聞紙上では杏仁豆腐の作り方が紹介されており、1970年代（昭和40年代）にはデザートとしての杏仁豆腐が日本に浸透していたことが分かる。  
従来日本では「杏仁豆腐」といえば固めに作りひし形に切りフルーツ（パインアップル、キウイ、イチゴなど）や白玉、立方体に成形着色したゼリーなどと共にシロップに浮かべたフルーツポンチかみつまめに近いものが多く、学校給食の人気メニューでもあったが、2000年代以降、本格的な中華菓子の普及に伴って柔らかめに作ったプリン状のものも多く見られるようになった。

## 日本における杏仁豆腐の製品

### 森永乳業
1998年（平成10年）または1999年（平成11年）から発売開始。2000年（平成12年）まではカップ容器のソース入り（桃、みかん、パインアップル）杏仁豆腐を発売していた。その後2004年（平成16年）からはミルクリッチなカップ入り杏仁豆腐（ソース無しのタイプ）「濃いリッチ杏仁豆腐」を他社に先駆けて発売した。3連タイプの「コクと香りのとろける杏仁豆腐」は2007年（平成19年）から発売されている。　　　　　　　　　　　

### 雪印メグミルク
2006年（平成18年）3月21日から発売開始。亜細亜デザートの市場拡大時期に合わせて、2006年（平成18年）にLL大口径デザートとして杏仁豆腐を発売したのがスタートである。 

### 中国と日本の共通点
杏仁豆腐に使われている「杏仁」は日本でも中国でも食用としてだけではなく、薬としての効能も見出されていた。

### 中国と日本の相違点

#### 日本の杏仁豆腐
牛乳寒天を元に果物を混ぜ込んでフルーツポンチ風に華やかにしたものが多い。杏仁豆腐風の香り付けにアーモンドエッセンスやバニラエッセンスが使われるが、本格的な場合には甜杏仁（てんきょうにん）や杏仁霜（きょうにんそう）を使う場合もある。
例えば、餃子の王将では杏仁豆腐に添えられる果物も地域によって異なるが、西日本（北陸・東海・関西・四国・中国・九州）では上記のフルーツポンチ風である。 付け加えると果物はなんでも良いが、フルーツカクテルの大きい缶詰を使うと、簡単で取り合わせが綺麗になる。汁をたっぷり欲しいときは、砂糖で作ったシロップを冷たくして加える。アーモンドエッセンスは大人には好まれるが、子どもにはバニラエッセンスの方がなじめる。
ちなみに他の地域、東日本（北海道・東北・関東・甲信越静）では、プリン状の杏仁豆腐が主流である。

## 原材料

### 中国の一般的な杏仁豆腐
杏仁、ゼラチン

### 日本の一般的な杏仁豆腐
砂糖、乳製品、植物油脂、粉あめ、ゼラチン、杏仁霜、糊料（増粘多糖類）、香料、乳化剤、メタリン酸Na